# 저것이 서울의 하늘이다
"저것이 서울의 하늘이다"는 1970년 공개된 대한민국의 영화이다.

## 배역
- 신영균
- 김희갑
- 황정순